# Teresa Bińczycka-Majewska
Teresa Kamila Bińczycka-Majewska (ur. 1941, zm. 24 września 2017) – polska prawnik, profesor nauk prawnych, profesor zwyczajny Uniwersytetu Łódzkiego i kilku innych uczelni, specjalistka w zakresie prawa pracy i prawa ubezpieczeń społecznych.

## Życiorys
W 2001 uzyskała tytuł naukowy profesora nauk prawnych. Została nauczycielem akademickim Wydziału Prawa i Administracji Uniwersytetu Łódzkiego oraz Wydziału Prawa i Administracji Uniwersytetu Śląskiego i innych uczelni. Na Uniwersytecie Łódzkim pełniła funkcję kierownika Katedry Prawa Ubezpieczeń Społecznych i Polityki Społecznej.
Zmarła 24 września 2017. 28 września 2017 została pochowana na cmentarzu rzymskokatolickim w Pabianicach.

## Wybrane publikacje
- Zmiana treści umownego stosunku pracy (1981, 1985)
- Opinie o pracownikach w świetle prawa (1971)
- Indywidualne prawo pracy: część ogólna (współautorka, 2017)
- Współczesne problemy prawa emerytalnego (red. nauk. wspólnie z Mirosławem Włodarczykiem, 2015)
- Konstrukcje prawa emerytalnego (red. nauk., 2004)
- Rozporządzenia Rady Wspólnot Europejskich w dziedzinie zabezpieczenia społecznego z komentarzem Teresy Bińczyckiej-Majewskiej (1995)
- Wybrane zagadnienia prawa pracy (współautorka, 1971)[4]